# Alberto Bruciamonti
Alberto Bruciamonti (7 novembre 1891 – 27 luglio 1963) è stato un calciatore italiano, di ruolo centrocampista.
Era fratello minore di Alfredo Bruciamonti e perciò veniva sempre nominato come Bruciamonti II.

## Carriera
Ha giocato due campionati di Prima Categoria nel Foot Ball Club Brescia dal 1914 al 1920, inframmezzati dal primo conflitto mondiale: nel 1914-1915 giocò 11 partite, nel 1919-1920 ne giocò 16. Il suo esordio nelle file del Brescia avvenne il 4 ottobre 1914 in Brescia-Modena (2-1).
Riposa nel cimitero maggiore di Milano.